# Tímár Máté
Tímár Máté (Endrőd, 1922. november 21. – Budapest, 1999. május 8.) József Attila-díjas (1962) magyar író. A PEN Club, a Veres Péter Társaság, a Magyar Néppárt tagja volt.

## Életpályája
Szülei: Timár Máté és Pap Mária voltak. Szeghalmon érettségizett. 1943-1949 között a Pázmány Péter Tudományegyetem Bölcsészettudományi Karának hallgatója volt, de nem fejezte be. 1943-1944 között katona volt. 1944-1948 között Szibériában volt hadifogoly. 1951-1955 között könyvelő és gondnok volt egy állami gazdaságban. 1955-1956 között a Földművelésügyi Minisztérium előadójaként dolgozott. 1956-ban letartóztatták, majd rendőrhatósági felügyelet alá helyezték. 1957-1961 között ügyintéző volt egy ipari üzemben. 1963-ban elvégezte a Marxizmus-Leninizmus Esti Egyetemet. 1969-1990 között egy üzemi lap, a Vízép szerkesztője volt.

## Művei
- Majoros Ádám krónikája I–II. (regény, 1958)
- Hajnal hasad, fényes csillag ragyog (regény, 1960)
- Száz tű hossza (elbeszélések, 1960)
- Asszonycsere (elbeszélések, 1962)
- A Jövendő tavaszán (útinapló, 1962)
- Karcsi, a csicskás (kisregény, 1962)
- Szőrtarisznya (regény, 1963)
- Hogy a világ előre menjen (elbeszélések, 1966)
- Eleven parázs (elbeszélések, 1967)
- Késő virradat (regény, 1967)
- Ítéletidő (regény, 1969)
- Hadiérettségi (regény, 1970)
- …és azután a tizenhetedik napon (regény, 1971)
- Talponálló szerelem (elbeszélések, 1972)
- Hazai harangszó (válogatott elbeszélések, 1979)
- Hét marék zsarát (elbeszélések, 1981)
- Az első eltávozás (elbeszélések, 1984)
- Nagy vizeknek sodra (elbeszélések, 1984)
- Az Isten széke alatt (elbeszélések, 1988)
- Amikor a szerelem véget ér (elbeszélések, 1994)
- Napáldozatja előtt (regény, 1994)
- …és a Berettyó folyik tovább (regény, 1995)
- Lélekváltság (versek, 1996)
- Utószüret (versek, 1997)
- Élet a küszöb fölött (színmű)

## Díjai, kitüntetései
- SZOT-díj (1959)
- József Attila-díj (1962)
- Kiváló Munkáért (1974, 1980, 1984, 1986)
- Az MR Nívódíja (1975)
- A Lapkiadó Vállalat Nívódíja (1981)
- a Magyar Köztársaság Arany Érdemkeresztje (1986, 1993)
- 56-os Emléklap (1991)
- Gyomaendrőd díszpolgára (1996)